# Sigismund Kohlreuter
Sigismund Kohlreuter (1534 in Annaberg – 22. Mai 1599) war ein deutscher Arzt und medizinischer Übersetzer. Er übernahm wichtige Positionen als Stadtarzt und später als Leibarzt sächsischer Herzöge sowie des Kurfürsten August von Sachsen. Zusätzlich zu seiner ärztlichen Praxis trug Kohlreuter zur medizinischen Literatur bei, indem er Fachwissen durch Übersetzungen und eigene Schriften einem breiteren deutschsprachigen Publikum zugänglich machte.

## Leben und berufliche Laufbahn
Sigismund Kohlreuter immatrikulierte sich im Sommersemester 1549 an der Universität Leipzig und wechselte am 5. März 1554 nach Wittenberg. Ab 1562 praktizierte er in Annaberg, bevor er 1563 Stadtarzt in Zwickau und später in Weißenfels wurde. 
Kohlreuter übernahm 1569 eine Professur für Chirurgie in Leipzig. Seine kontroversen Ansichten, insbesondere seine Ablehnung der Urinschau als Diagnosemittel, führten zu Auseinandersetzungen mit anderen Medizinern. 
Im Jahr 1571 wurde er zum Leibarzt der kursächsischen Familie bestellt. Er war als Leibarzt der sächsischen Herzöge Johann Casimir und Johann Ernst in Coburg und gleichzeitig als dortiger Stadtarzt tätig. Im Jahr 1578 wurde er zum Leibarzt des Kurfürsten August in Dresden. Dabei rettete Kohlreuter dem Kurfürsten nach einem Kuraufenthalt in Langenschwalbach das Leben. Während einer Pestepidemie begleitete Kohlreuter die kurfürstliche Familie nach Stolpen. Nach dem Ende der Epidemie 1584  übernahm erneut die medizinische Betreuung der kurfürstlichen Kinder.
Nach dem Tod von Kurfürst August im Jahr 1586 übernahm sein Sohn Christian die Regierung und erneuerte Kohlreuters Bestallung als Leibarzt am 22. Juni desselben Jahres. Die Regentschaft von Kurfürst Christian endete abrupt mit seinem Tod am 25. September 1591. Der Vormund und Administrator Herzog Friedrich Wilhelm erneuerte am 21. Mai 1592 Kohlreuters Bestallung, jedoch mit reduzierten Privilegien. Insbesondere wurde die Bereitstellung einer eigenen Kutsche mit drei Vorspannpferden, die Kohlreuter zuvor genehmigt worden war, gestrichen. Stattdessen wurde ihm lediglich freier Transport gewährt. Die neue Bestallung umfasste diesmal die Betreuung des Kurprinzen Johann Georg und der Kurfürstenwitwe Sophie von Brandenburg.
1593 wurde Kohlreuter auf Verlangen der Kurfürstinwitwe entlassen, da er die Konkordienformel nicht unterschrieben hatte.

## Werke und Veröffentlichungen
Auf Empfehlung von Johann Neefe wurde Kohlreuter 1562 vom Kurfürsten August beauftragt, die „Libri tres de materia chirugica“ von Jacques Houllier ins Deutsche zu übersetzen. Diese Übersetzung blieb unveröffentlicht und befindet sich heute in der Sächsischen Landesbibliothek Dresden. Zudem erhielt Kohlreuther von Kurfürst August den Auftrag, den Kissinger Brunnen zu beurteilen, der 1575 von Graf Georg Ernst von Henneberg-Schleusingen erschlossen worden war. Kohlreuter besuchte im August 1578 Bad Kissingen und erstellte einen detaillierten Bericht über dessen medizinische Wirksamkeit sowie geographische Lage.
Kohlreuter veröffentlichte 1563 eine Schrift über die Gicht und setzte sich in seinen weiteren Veröffentlichungen kritisch mit der Urinschau auseinander, darunter eine Schrift, die er 1570 in Nürnberg drucken ließ. Darüber hinaus verfasste er 1579 eine italienische Grammatik für den sächsischen Prinzen Christian, die als erste italienische Grammatik eines Ausländers gilt und in der Sächsischen Landes- und Universitätsbibliothek Dresden aufbewahrt wird.

## Familie
Sigismund Kohlreuter heiratete am 5. Oktober 1561 in Annaberg Catharina Uthmann (1540–1576) und nach deren Tod Anna Clausius. Sein Sohn Sigismund Friedrich Kohlreuter besuchte von 1579 bis 1585 die Fürstenschule in Meißen. Seine Tochter Susanna Kohlreuter († 1594) heiratete den Leipziger Arzt Amthor Schwallenberg († 1623). Amthor Schwallenberg war der Sohn des gleichnamigen Juristen Amthor Schwallenberg († 1569), der mit Regina Stromer, der Tochter des Leibarztes Heinrich Stromer, verheiratet war.